# Kraj Nizjni Novgorod
De kraj Nizjni Novgorod (Russisch: Нижегородский край) vanaf 1932 kraj Gorki (Russisch: Горьковский край) was een kraj van de RSFSR. De kraj lag in het zuiden van Europees Rusland. De kraj bestond van 15 juli 1929 tot 5 december 1936. De kraj ontstond uit het gouvernement Nizjni Novgorod, de Marische Autonome Oblast, de Oedmoertse Autonome Oblast en de Tsjoevasjische Autonome Socialistische Sovjetrepubliek. De hoofdstad was Nizjni Novgorod, dat in 1932 werd hernoemd tot Gorki.
De kraj was verdeeld in 7 okroegen, maar deze werden op 23 juni 1932 afgeschaft en net als elders vervangen door districten (rayons). Na de naamswijziging van de hoofdstad naar 'Gorki' werd de regio ook hernoemd tot kraj Gorki. Op 5 december 1934 werd door  het Heel-Russisch Centraal Uitvoerend Comité de stad Vjatka naar Kirov hernoemde en het omliggende gebied een aparte status kreeg  waardoor de kraj Kirov ontstond. Op 7 december 1934 werd een deel van het gebied van de kraj samen met een deel van het gebied van oblast Sverdlovsk afgesplitst en tot onderdeel gemaakt van de kraj Kirov, waarbinnen ook de Oedmoertse Autonome Oblast kwam te liggen. Op 5 december 1936 werd het gebied van de kraj Gorki opgesplitst in de oblast Gorki, de Marische Autonome Socialistische Sovjetrepubliek en de Tsjoevasjische Autonome Socialistische Sovjetrepubliek.